# El Cubo de Don Sancho
El Cubo de Don Sancho település Spanyolországban, Salamanca tartományban. El Cubo de Don Sancho Cipérez, Garcirrey, Pelarrodríguez, Buenamadre, La Fuente de San Esteban, Boada, Villares de Yeltes és Pozos de Hinojo községekkel határos. Lakosainak száma 377 fő (2024).

## Népesség
A település népessége az elmúlt években az alábbi módon változott:
| Lakosok száma | 585  | 545  | 523  | 502  | 481  | 466  | 449  | 440  | 412  | 377  |
|               | 2001 | 2004 | 2007 | 2009 | 2012 | 2014 | 2017 | 2019 | 2022 | 2024 |